# ATP Champions Tour
El ATP Champions Tour (en español, Circuito de Campeones de la ATP) es un conjunto de torneos de tenis para extenistas profesionales. Para ingresar se requiere estar retirado del circuito profesional ATP. El otro requisito debe ser uno de los siguientes; haber sido N.º 1 del mundo en el ranking ATP, haber disputado una final de Grand Slam o haber sido parte de un equipo campeón de Copa Davis. Algunos de los jugadores que han participado son: John McEnroe, Björn Borg, Mats Wilander, Henri Leconte, Pete Sampras, Mansour Bahrami, Stefan Edberg, Boris Becker, Jim Courier, Thomas Muster, Marcelo Ríos, Fernando González, Goran Ivanišević, Yevgeny Kafelnikov, Patrick Rafter, Ivan Lendl, Carlos Moyá, Jimmy Connors, Tim Henman y Andy Roddick. Se realizan alrededor de diez torneos al año.

## 2000
| Torneo    | Ganador         | Finalista       | Marcador          |
| --------- | --------------- | --------------- | ----------------- |
| Dublín    | John McEnroe    | Henri Leconte   | 6-4, 6-3          |
| Nápoles   | John McEnroe    | Henri Leconte   | 6-0, 0-1 retirado |
| Doha      | Björn Borg      | Mats Wilander   | 3-6, 6-3, 10-8    |
| Mallorca  | Anders Järryd   | Mats Wilander   | 6-1, 6-1          |
| Richmond  | John McEnroe    | Andrés Gómez    | 6-1, 6-2          |
| Raleigh   | John McEnroe    | Mats Wilander   | 6-1, 6-4          |
| New York  | Mikael Pernfors | Henri Leconte   | 6-2, 6-2          |
| San Diego | Pat Cash        | John McEnroe    | 6-3, 7-5          |
| Aland     | Björn Borg      | Anders Järryd   | 6-3, 5-7, 11-9    |
| Chicago   | John McEnroe    | Mats Wilander   | 6-2, 6-4          |
| París     | Guy Forget      | Pat Cash        | 7-6,6-2           |
| Palo Alto | John McEnroe    | Jose-Luis Clerc | 6-2, 6-3          |
| Ginebra   | John McEnroe    | Guy Forget      | 7-6, 6-2          |
| Singapur  | John McEnroe    | Mansour Bahrami | 6-2, 6-2          |
| Hong Kong | John McEnroe    | Mats Wilander   | 6-1, 6-3          |
| Frankfurt | John McEnroe    | Henri Leconte   | 6-1, 6-3          |
| Londres   | Pat Cash        | John McEnroe    | 6-7, 7-5,14-12    |

## 2001
| Torneo        | Ganador      | Finalista    | Marcador       |
| ------------- | ------------ | ------------ | -------------- |
| Dublín        | John McEnroe | Guy Forget   | 7-6, 7-6       |
| Nápoles       | Andrés Gómez | John McEnroe | 3-6, 6-3, 11-9 |
| Newport Beach | John McEnroe | Pat Cash     | 7-6, 5-7, 10-7 |
| Londres       | Guy Forget   | Petr Korda   | 7-6, 5-7, 10-7 |

## 2002
| Torneo      | Ganador      | Finalista     | Marcador       |
| ----------- | ------------ | ------------- | -------------- |
| Mallorca    | Yannick Noah | Anders Järryd | 7-5, 2-6, 10-6 |
| Algarve     | John McEnroe | Andrés Gómez  | 6-2, 6-3       |
| Graz        | Boris Becker | Petr Korda    | 6-4, 6-4       |
| París       | Jakob Hlasek | Yannick Noah  | 4-6, 6-2, 10-3 |
| Eindhoven   | John McEnroe | Petr Korda    | 3-6, 6-3, 10-3 |
| Monte Carlo | Petr Korda   | John McEnroe  | 6-4, 6-4       |
| Frankfurt   | Petr Korda   | Michael Stich | 6-3, 6-4       |
| Londres     | Petr Korda   | Michael Stich | 6-1, 6-4       |

## 2003
| Torneo      | Ganador       | Finalista       | Marcador       |
| ----------- | ------------- | --------------- | -------------- |
| Bruselas    | John McEnroe  | Guy Forget      | 6-2, 6-7,10-6  |
| Algarve     | Michael Stich | John McEnroe    | 6-4, 6-0       |
| Graz        | Boris Becker  | Mats Wilander   | 7-5. 6-0       |
| París       | Guy Forget    | Guillaume Raoux | 6-1, 6-2       |
| Eindhoven   | John McEnroe  | Petr Korda      | 2-6, 6-3, 10-8 |
| Monte Carlo | John McEnroe  | Petr Korda      | 6-2, 6-2       |
| Londres     | John McEnroe  | Guy Forget      | 7-6, 6-2       |

## 2004
| Torneo     | Ganador          | Finalista        | Marcador       |
| ---------- | ---------------- | ---------------- | -------------- |
| Roma       | Thomas Muster    | Mats Wilander    | 6-4, 6-4       |
| Algarve    | Jim Courier      | Richard Krajicek | 6-2, 6-7, 11-9 |
| Seiersberg | Boris Becker     | Thomas Muster    | 6-2, 6-4       |
| París      | Sergi Bruguera   | Jim Courier      | 6-2, 6-4       |
| Eindhoven  | Goran Ivanišević | Jim Courier      | 7-6, 7-6       |
| Bruselas   | Jim Courier      | Guy Forget       | 2-6, 6-7, 10-5 |
| Londres    | Jim Courier      | Thomas Muster    | 7-6, 6-4       |

## 2005
| Torneo          | Ganador          | Finalista        | Marcador       |
| --------------- | ---------------- | ---------------- | -------------- |
| Frankfurt       | John McEnroe     | Cédric Pioline   | 6-2, 6-4       |
| Doha            | Sergi Bruguera   | Pat Cash         | 6-3, 6-1       |
| Hong Kong       | Goran Ivanišević | Pat Cash         | 6-2, 6-4       |
| Roma            | Thomas Muster    | Jim Courier      | 6-7, 6-1, 10-4 |
| Novi Vinodolski | Cédric Pioline   | Goran Ivanišević | 6-3, 7-6       |
| Algarve         | John McEnroe     | Pat Cash         | 6-1, 7-5       |
| Seiersberg      | Thomas Muster    | Goran Ivanišević | 6-4, 3-6, 10-7 |
| París           | Jim Courier      | Cédric Pioline   | 7-6, 6-4       |
| Eindhoven       | Goran Ivanišević | Richard Krajicek | 7-6, 7-6       |
| Essen           | Goran Ivanišević | John McEnroe     | 6-3, 6-4       |
| Londres         | Paul Haarhuis    | Jim Courier      | 6-3, 7-6       |

## 2006
| Torneo          | Ganador          | Finalista        | Marcador        |
| --------------- | ---------------- | ---------------- | --------------- |
| Doha            | Marcelo Ríos     | Cédric Pioline   | 6-2, 6-2        |
| Hong Kong       | Marcelo Ríos     | Thomas Muster    | 6-3, 6-3        |
| Barcelona       | Marcelo Ríos     | Carlos Costa     | 6-1, 6-4        |
| Roma            | Marcelo Ríos     | Sergi Bruguera   | 6-4, 4-6, 13-11 |
| Algarve         | Marcelo Ríos     | John McEnroe     | 6-2, 6-4        |
| Graz-Seiersberg | Marcelo Ríos     | Thomas Muster    | 7-6, 7-6        |
| París           | Marcelo Ríos     | Goran Ivanišević | 7-5, 6-3        |
| Eindhoven       | Marcelo Ríos     | Wayne Ferreira   | 6-3,6-1         |
| Frankfurt       | Goran Ivanišević | John McEnroe     | 7-6, 7-6        |
| Londres         | Paul Haarhuis    | Goran Ivanišević | 7-6, 5-7, 10-7  |

## 2007
| Torneo    | Ganador           | Finalista         | Marcador       |
| --------- | ----------------- | ----------------- | -------------- |
| Belfast   | Anders Jarryd     | Henri Leconte     | 6-4, 6-2       |
| Barcelona | Sergi Bruguera    | Jordi Arrese      | 4-6, 6-1, 10-2 |
| Roma      | Sergi Bruguera    | Wayne Ferreira    | 6-3, 6-4       |
| Hamburgo  | Sergi Bruguera    | Thomas Muster     | 6-1, 6-4       |
| Algarve   | Sergi Bruguera    | Fernando Meligeni | 6-1, 6-4       |
| Graz      | Michael Stich     | Cédric Pioline    | 6-2, 4-6, 10-7 |
| París     | Sergi Bruguera    | Guy Forget        | 6-4, 6-3       |
| Eindhoven | Sergi Bruguera    | Paul Haarhuis     | 7-6, 6-3       |
| Lieja     | Magnus Gustafsson | Henri Leconte     | 6-4, 6-4       |
| Frankfurt | Paul Haarhuis     | Anders Jarryd     | 7-6, 6-7, 10-8 |
| São Paulo | Sergi Bruguera    | Fernando Meligeni | 7-6, 6-4       |
| Londres   | Paul Haarhuis     | Guy Forget        | 6-1, 6-7, 10-4 |

## 2008
| Torneo     | Ganador          | Finalista           | Marcador             |
| ---------- | ---------------- | ------------------- | -------------------- |
| Belfast    | Anders Jarryd    | Mikael Pernfors     | 6–3, 7–6             |
| Barcelona  | Marcelo Ríos     | Michael Stich       | 6–3, 6–3             |
| Roma       | Thomas Muster    | Henri Leconte       | 6–3, 6–3             |
| Hamburgo   | Michael Stich    | Marc-Kevin Goellner | 6–2, 7–6             |
| São Paulo  | Pete Sampras     | Marcelo Ríos        | 6–2, 7–6(5)          |
| Estambul   | Goran Ivanišević | Fernando Meligeni   | 6–4, 6–4             |
| Graz       | Patrick Rafter   | Michael Stich       | 6-3, 7-6(4)          |
| Algarve    | Marcelo Ríos     | Goran Ivanišević    | 6-4 ret              |
| París      | Stefan Edberg    | Sergi Bruguera      | 3-6, 7–5, 10-5       |
| Luxemburgo | John McEnroe     | Henri Leconte       | 6-1, 6-4             |
| Eindhoven  | Richard Krajicek | Goran Ivanišević    | 7-6, 7-5             |
| Budapest   | Goran Ivanišević | Henri Leconte       | 7-6(0), 6-3          |
| Londres    | Cédric Pioline   | Greg Rusedski       | 6-7(4), 7-6(3), 11-9 |

## 2009
| Torneo    | Ganador        | Finalista         | Marcador          |
| --------- | -------------- | ----------------- | ----------------- |
| Barcelona | Félix Mantilla | Albert Costa      | 6–4, 6-1          |
| São Paulo | Thomas Enqvist | Fernando Meligeni | 7-6(3), 6-3       |
| Algarve   | Greg Rusedski  | Stefan Edberg     | 6-3, 6-4          |
| París     | Thomas Enqvist | Michael Chang     | 6–4, 7–6(5)       |
| Chengdú   | Thomas Enqvist | Goran Ivanišević  | 7–5, 6–2          |
| Londres   | Patrick Rafter | Stefan Edberg     | 6–7(5), 6–4, 11–9 |

## 2010
| Torneo       | Ganador          | Finalista        | Marcador        |
| ------------ | ---------------- | ---------------- | --------------- |
| Delray Beach | Patrick Rafter   | John McEnroe     | 7–6(4), 7–6(1)  |
| Zúrich       | Stefan Edberg    | Goran Ivanišević | 3–6, 6–3, 12–10 |
| Bogotá       | Thomas Enqvist   | Wayne Ferreira   | 7–6(4), 6–4     |
| Barcelona    | Goran Ivanišević | Thomas Enqvist   | 6–4, 6–4        |
| São Paulo    | Thomas Enqvist   | Guy Forget       | 3–6, 6–4, 10–3  |
| Algarve      | Thomas Enqvist   | Thomas Muster    | 6–4, 6–4        |
| Knokke       | Goran Ivanišević | Pat Cash         | 3–6, 6–3, 10–4  |
| París        | John McEnroe     | Guy Forget       | 7–5, 6–4        |
| Chengdú      | Greg Rusedski    | Pete Sampras     | 6–4, 6–2        |
| Sídney       | Patrick Rafter   | John McEnroe     | 6–2, 6–2        |
| Londres      | Goran Ivanišević | Todd Martin      | 6–2, 6–4        |

## 2011
| Torneo       | Ganador            | Finalista         | Marcador          |
| ------------ | ------------------ | ----------------- | ----------------- |
| Delray Beach | Mark Philippoussis | Aaron Krickstein  | 6–3, 6–2          |
| Zúrich       | Mark Philippoussis | Tim Henman        | 6-3, 7-6(3)       |
| Bogotá       | Mark Philippoussis | Carlos Moyá       | 7-5, 6-7(3), 10-4 |
| São Paulo    | Carlos Moyá        | Thomas Enqvist    | 7-6(0), 6-3       |
| Knokke-Heist | Carlos Moyá        | Richard Krajicek  | 6-3, 6-2          |
| Chengdú      | Carlos Moyá        | Younes El Aynaoui | 6-2, 7-6(6)       |
| Santiago     | Carlos Moyá        | Mariano Zabaleta  | 6–3, 6–4          |
| Londres      | Tim Henman         | Thomas Enqvist    | 6–3, 7–6(2)       |

## 2012
| Torneo         | Ganador          | Finalista          | Marcador          |
| -------------- | ---------------- | ------------------ | ----------------- |
| Delray Beach   | Carlos Moyá      | Ivan Lendl         | 6–4, 6–4          |
| Estocolmo      | John McEnroe     | Magnus Larsson     | 6–3, 3–6, 10–7    |
| Zúrich         | Carlos Moyá      | Stefan Edberg      | 3–6, 7–5, 10–8    |
| Medellín       | Carlos Moyá      | Greg Rusedski      | 6–4, 6–4          |
| São Paulo      | Fabrice Santoro  | Mark Philippoussis | 6–3, 6–4          |
| Knokke-Heist   | Goran Ivanišević | Thomas Enqvist     | 7–6(3), 2–6, 10–6 |
| Londres        | Fabrice Santoro  | Tim Henman         | 7–5, 6–3          |
| Río de Janeiro | Thomas Enqvist   | Fabrice Santoro    | 6–3, 4–6, 10–7    |

## 2013
| Torneo       | Ganador          | Finalista          | Marcador       |
| ------------ | ---------------- | ------------------ | -------------- |
| Delray Beach | Carlos Moyá      | John McEnroe       | 6–4, 6–2       |
| Estocolmo    | Stefan Edberg    | John McEnroe       | 6–4, 6–3       |
| Edimburgo    | Thomas Enqvist   | Mark Philippoussis | 4–6, 7–5, 10–8 |
| Knokke-Heist | Goran Ivanišević | Guy Forget         | 6–3, 3–6, 10–4 |
| Londres      | Patrick Rafter   | Tim Henman         | 6–3, 6–1       |

## 2014
| Torneo       | Ganador           | Finalista        | Marcador       |
| ------------ | ----------------- | ---------------- | -------------- |
| Delray Beach | Andy Roddick      | Goran Ivanišević | 6–4, 6–3       |
| Estocolmo    | Thomas Enqvist    | Stefan Edberg    | 6–2, 6–3       |
| Knokke-Heist | Xavier Malisse    | Fabrice Santoro  | 6–2, 6–3       |
| Génova/Milán | Goran Ivanišević  | Ivan Lendl       | 6–4, 6–4       |
| Londres      | Fernando González | Andy Roddick     | 6–4, 2–6, 10–4 |

## 2015
| Torneo        | Ganador                                                                | Finalista                                          | Marcador             |
| ------------- | ---------------------------------------------------------------------- | -------------------------------------------------- | -------------------- |
| Delray Beach  | Team International Goran Ivanišević Mark Philippoussis Mikael Pernfors | Team USA James Blake Brad Gilbert Justin Gimelstob | 6–3 (9 ties jugados) |
| Knokke-Heist  | Xavier Malisse                                                         | Pete Sampras                                       | 6–7(5), 7–5, 13–11   |
| Mallorca      | Àlex Corretja                                                          | Thomas Enqvist                                     | 3–6, 6–4, 10–7       |
| Seúl          | Fernando González                                                      | Michael Chang                                      | 7–6(4), 6–2          |
| Monterrey     | Fernando González                                                      | John McEnroe                                       | 6–3, 7–6(2)          |
| Verona/Modena | Fernando González                                                      | Sergi Bruguera                                     | 6–4, 6–3             |
| Londres       | Fernando González                                                      | Tim Henman                                         | 1–6, 7–6, 10–6       |

## Líder a fin de año
| Año  | Jugador              |
| ---- | -------------------- |
| 1998 | John McEnroe         |
| 1999 | John McEnroe (2)     |
| 2000 | John McEnroe (3)     |
| 2001 | John McEnroe (4)     |
| 2002 | Petr Korda           |
| 2003 | John McEnroe (5)     |
| 2004 | Jim Courier          |
| 2005 | Goran Ivanišević     |
| 2006 | Marcelo Ríos         |
| 2007 | Sergi Bruguera       |
| 2008 | Goran Ivanišević (2) |
| 2009 | Thomas Enqvist       |
| 2010 | Thomas Enqvist (2)   |
| 2011 | Carlos Moyá          |
| 2012 | Carlos Moyá (2)      |
| 2013 | John McEnroe (6)     |
| 2014 | Goran Ivanišević (3) |
| 2015 | Fernando González    |

## Torneos ganados
| Jugador             | Campeón | Subcampeón |
| ------------------- | ------- | ---------- |
| John McEnroe        | 24      | 13         |
| Goran Ivanišević    | 14      | 9          |
| Sergi Bruguera      | 10      | 3          |
| Marcelo Ríos        | 10      | 1          |
| Thomas Enqvist      | 9       | 5          |
| Carlos Moyá         | 8       | 1          |
| Fernando González   | 5       | 1          |
| Patrick Rafter      | 5       | 0          |
| Thomas Muster       | 4       | 6          |
| Jim Courier         | 4       | 4          |
| Mark Philippoussis  | 4       | 2          |
| Paul Haarhuis       | 4       | 1          |
| Guy Forget          | 3       | 10         |
| Petr Korda          | 3       | 5          |
| Stefan Edberg       | 3       | 4          |
| Michael Stich       | 3       | 4          |
| Anders Järryd       | 3       | 3          |
| Boris Becker        | 3       | 0          |
| Pat Cash            | 2       | 6          |
| Cedric Pioline      | 2       | 4          |
| Pete Sampras        | 2       | 2          |
| Fabrice Santoro     | 2       | 2          |
| Greg Rusedski       | 2       | 2          |
| Mikael Pernfors     | 2       | 1          |
| Björn Borg          | 2       | 0          |
| Xavier Malisse      | 2       | 0          |
| Tim Henman          | 1       | 4          |
| Richard Krajicek    | 1       | 4          |
| Andrés Gómez        | 1       | 2          |
| Andy Roddick        | 1       | 1          |
| Yannick Noah        | 1       | 1          |
| Félix Mantilla      | 1       | 0          |
| Renzo Furlan        | 1       | 0          |
| Álex Corretja       | 1       | 0          |
| Magnus Gustafsson   | 1       | 0          |
| Jakob Hlasek        | 1       | 0          |
| Henri Leconte       | 0       | 9          |
| Mats Wilander       | 0       | 7          |
| Fernando Meligeni   | 0       | 4          |
| Wayne Ferreira      | 0       | 3          |
| Michael Chang       | 0       | 2          |
| Ivan Lendl          | 0       | 2          |
| Magnus Larsson      | 0       | 1          |
| Todd Martin         | 0       | 1          |
| Guillaume Raoux     | 0       | 1          |
| Albert Costa        | 0       | 1          |
| Carlos Costa        | 0       | 1          |
| Marc-Kevin Goellner | 0       | 1          |
| Justin Gimelstob    | 0       | 1          |
| Brad Gilbert        | 0       | 1          |
| James Black         | 0       | 1          |
| Mariano Zabaleta    | 0       | 1          |
| Younes El Aynaoui   | 0       | 1          |
| Aaron Krickstein    | 0       | 1          |
| Jordi Arrese        | 0       | 1          |
| Mansour Bahrami     | 0       | 1          |
| José Luis Clerc     | 0       | 1          |